# カノッサ
カノッサ（伊: Canossa）は、イタリア共和国エミリア＝ロマーニャ州レッジョ・エミリア県にある、人口約3,800人の基礎自治体（コムーネ）。
1077年、神聖ローマ皇帝ハインリヒ4世が教皇グレゴリウス7世に破門の解除を願った「カノッサの屈辱」の舞台として知られる。

## 地理

### 位置・広がり
レッジョ・エミリア県の南西部に位置する。コムーネの中心地であるチアノ・デンツァ（Ciano d'Enza）は、県都レッジョ・エミリアからは西南へ約20km、州都ボローニャから西北西へ約75km、モデナから西南西へ約41km、パルマから南南東へ約25kmの距離にある。
コムーネの領域はエンツァ川 (Enza) の右岸（東岸）に南北に広がっており、川を隔ててパルマ県に接する。

#### 隣接コムーネ
隣接するコムーネは以下の通り。PRはパルマ県所属。
- サン・ポーロ・デンツァ - 北
- ヴェッツァーノ・スル・クロストロ - 東
- カジーナ - 南東
- カステルノーヴォ・ネ・モンティ - 南
- ヴェット - 南西
- ネヴィアーノ・デッリアルドゥイーニ (PR) - 西
- トラヴェルセートロ (PR) - 北西

### 地勢
コムーネは、南のアペニン山脈から続く山岳・丘陵地帯に所在している。コムーネの主要な河川は、その西端を流れるエンツァ川である。ポー川の支流であるエンツァ川は、アペニン山脈に源を発して北東に流れる川である。チアノ・デンツァは山岳部からポー平原に出る出口付近に所在する。

### 気候分類・地震分類
カノッサにおけるイタリアの気候分類 (it) および度日は、zona E, 2484 GGである。
また、イタリアの地震リスク階級 (it) では、zona 3 (sismicità bassa) に分類される。

### 主要な集落
コムーネで最も大きな集落は、コムーネの北端に位置するチアノ・デンツァ（以下「チアノ」）であり、コムーネの役場や教区教会もこの地区に置かれている。チアノはエンツァ川河畔に広がる平野部に立地し、人口は1,914人（2001年の国勢調査による、以下同じ）。主要な道路である州道が地区を通過するほか、レッジョ・エミリアとを結ぶ鉄道駅がある。
イタリアのコムーネのほとんどは最も大きな集落の名をそのまま自治体名とするが、このコムーネは、マティルデ女伯の古城があることで知られるカノッサの地名が付けられている。廃城として姿をとどめるカノッサ城は、チアノの東南約4kmに位置する。
コムーネの中部（チアノの南約7km）にはトリニタ（Trinità）およびモンキオデッレオッレ（Monchio delle Olle、両地区計232人）が、チアノの南約3kmに位置するエンツァ河畔のチェレッツォラ（Cerezzola、人口128人）があるほか、小集落が散在する。詩人ペトラルカゆかりのセルヴァピアーナ（Selvapiana）は、チェレッツォラ東南の丘陵上にある。
- チアノ・デンツァとエンツァ川
- チアノ・デンツァ
- カノッサ

## 歴史

### 先史・古代
この地域での人々の活動は先史時代にさかのぼることができ、旧石器時代・新石器時代の石器がエンツァ川沿いから発見されている。エンツァ川に沿った道は北方のポー平原からアペニン山脈を越え、リグリア海の港町ルーニ（現・オルトノーヴォの一部）やルッカなどとを結ぶ交通路であり、ローマ時代にはガリア・キサルピナの植民都市としてルセリア (Luceria) と呼れる都市が築かれた。

### 中世

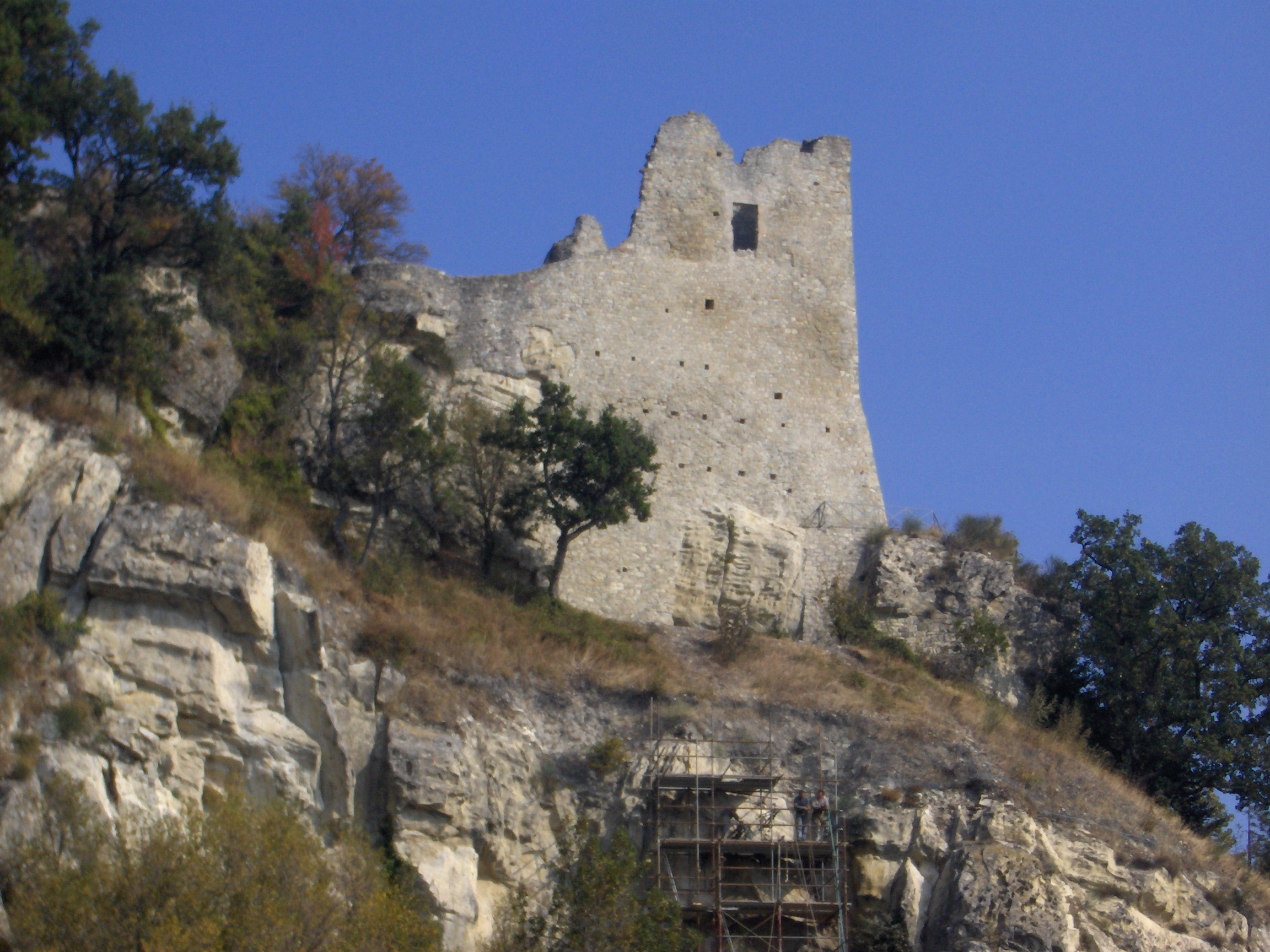
カノッサ城

フン族の侵入以降、人々は戦乱を逃れるための緊急の避難所として山地に移るようになり、丘の上に砦が築かれるようになった。10世紀半ば（940年頃から950年頃）、ルッカの Sigifredo の子であったアダルベルト・アットー (Adalbert Atto of Canossa) がこの地に入り、カノッサの岩山の上にカノッサ城を建設したほか、ロッセラやロッセネッラに砦を築いた。
950年、イタリア王ロターリオ2世が死亡する。この死は実力者であるイヴレーア辺境伯ベレンガーリオによる毒殺ともされる。ベレンガーリオはイタリア王の冠を戴いてベレンガーリオ2世となると、ロターリオ2世の妃であったアデライーデに、息子のアダルベルト2世との結婚を強制した。これを拒絶したアデライーデはカノッサのアダルベルト・アットーの許に逃れ、東フランク王オットー1世（のちの初代神聖ローマ帝国皇帝）に救援を求めた。カノッサ城はベレンガーリオによって包囲されるも、オットー1世の介入によってアデライーデは救出される。951年、オットーはアデライーデを後妻として迎え、イタリア王を名乗った。こののち、オットーはベレンガーリオとアダルベルトの父子を破り、962年に皇帝として戴冠することになる。
アダルベルト・アットーにはじまるカノッサ家は所領を集積し、孫のボニファーチオの代にはトスカーナ辺境伯を合わせ、トスカーナからロンバルディア一帯にまたがる領地を持つ大貴族となった。

カノッサの屈辱

1052年にボニファーチオが暗殺されると、カノッサ城を含む広大なその所領は一人娘のマティルデによって継承された。神聖ローマ皇帝ハインリヒ4世と教皇グレゴリウス7世との対立（叙任権闘争）の中で、マティルデは教皇の主要な支持者の一人であった。1076年、事態は皇帝による教皇廃位と、教皇による皇帝破門に発展、皇帝に反旗を翻したドイツ諸侯はアウクスブルクでの諸侯会議に教皇を招いた。教皇はドイツに向かうも、皇帝が北イタリアに向かっていることを知り、マティルデの招きに応じてカノッサ城に入った。1077年1月、ハインリヒ4世はカノッサ城の門外で3日間にわたりグレゴリウス7世に破門の解除を願い、ゆるされた。これが「カノッサの屈辱」である。マティルデはその後も教皇派として活動するも、皇帝派に敗れて多くの所領を失い、1115年に後継者を残さずに没した。
マティルデ死後、カノッサは皇帝が領有するところとなったが、1255年にレッジョの市民軍による攻撃を受けてカノッサ城は破壊されている。以後、カノッサ城は修復と破壊を繰り返しながら、中世をとおしてヴィスコンティ家、ファルネーゼ家、エステ家の関わる多くの戦闘の舞台となった。これらの戦闘による破壊、地震による被害に加え、火砲の登場に伴う戦術の変化による城の役割低下も相まって、カノッサ城は荒廃する。
セルヴァピアーナには、コレッジョ家の城があった。詩人ペトラルカはアッツォ・ダ・コレッジョ (it:Azzo da Correggio) に招かれ、1341年から1345年まで2度にわたってセルヴァピアーナに滞在している。ペトラルカはセルヴァピアーナを「イタリアのヘリコン」と呼んだ。

### 近代・現代
19世紀初頭、ナポレオンが北イタリアを支配した際、カノッサ一帯はサン・ポーロ・デンツァの一部とされた。その後行政区画はいくたびかの変遷をたどり、現在の独立のコムーネとしての地位を得たのは1943年のことである。

## 行政

### 山岳部共同体
広域行政組織である山岳部共同体「アペニノ・レッジャーノ山岳部共同体」 (it:Comunità montana dell'Appennino Reggiano) （事務所所在地: カステルノーヴォ・ネ・モンティ）を構成するコムーネの一つである。

### 分離集落
カノッサには、以下の分離集落（フラツィオーネ）がある。
- Albareto, Borzano Chiesa, Borzano di Sopra, Borzano di Sotto, Braglie, Casalino, Cavandola, Ceredolo de' Coppi, Ceredolo dei Coppi Nuovo, Cerezzola, Ciano d'Enza (sede comunale), Compiano, Crognolo, Currada, Dirotte, Fornace, Gazzolo, Iagarone, Massalica, Monchio delle Olle, Pietranera, Roncaglio, Roncovetro, Rossena, Selva, Selvapiana, Solara, Trinità, Vedriano, Verlano, Votigno

## 文化・観光・施設
カノッサ城は廃墟であるが、年間3万人以上の観光客（多くはドイツから訪れる）を集める観光地である。
チアーノ・デンツァとカノッサの中間にあたるロッセナ（Rossena）にも城砦（ロッセナ城、Castello di Rossena）がある。ロッセナに近いルーペ・ディ・カンポトレラには自然保護区（Riserva naturale orientata Rupe di Campotrera）が設定されている。
- ロッセナ

## 交通

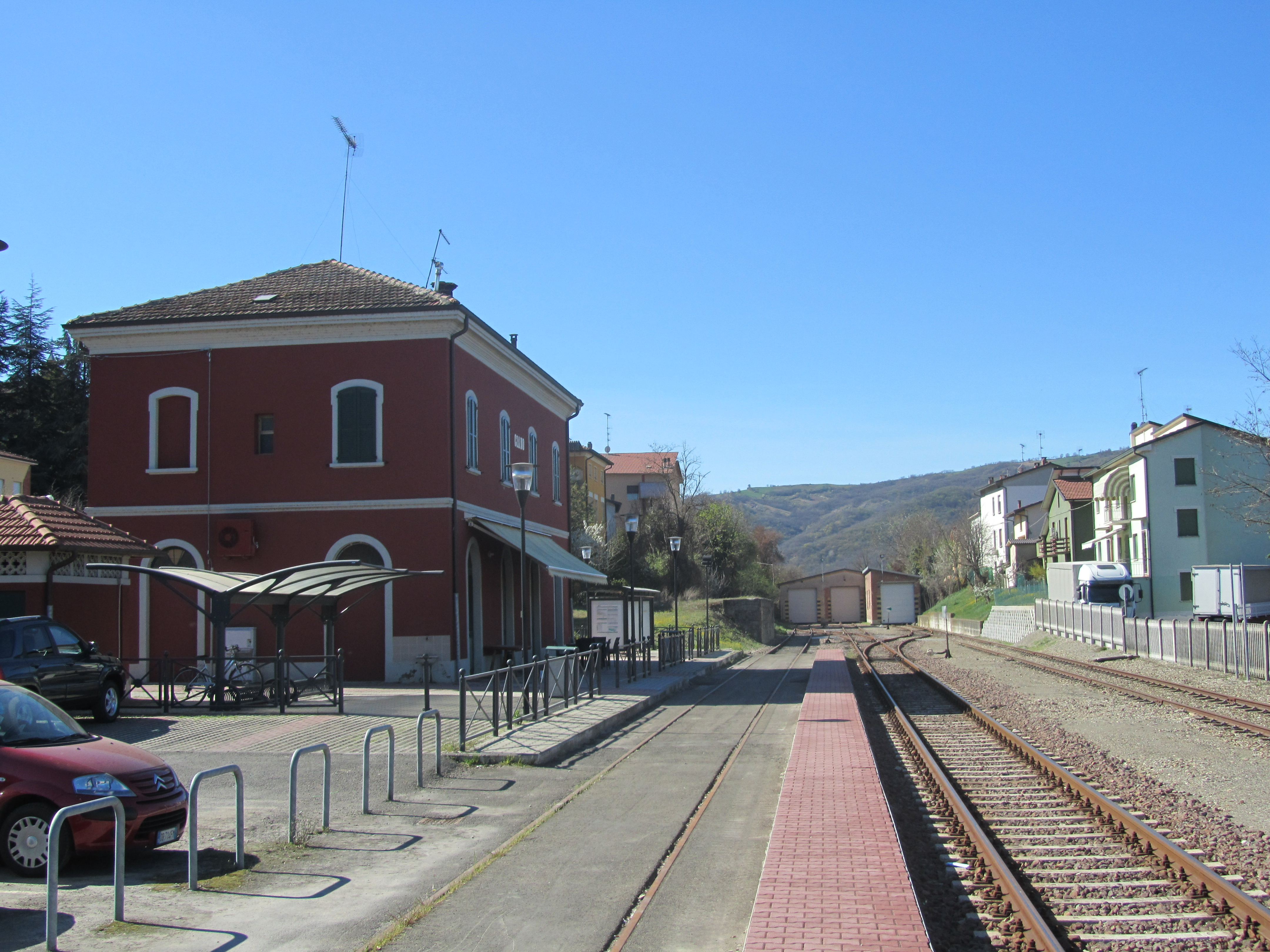
チアノ・デンツァ駅

### 鉄道
- レッジョ・エミリア＝チアノ・デンツァ線  (it:Ferrovia Reggio Emilia-Ciano d'Enza) 
〔レッジョ・エミリア方面〕 -  Ciano via Tedaldo - チアーノ駅 (it:Stazione di Ciano)

### 道路
- SR513R

州道がエンツァの川沿いにコムーネの南北を貫いている。